# Аберсольд, Симона
Симона Аберсольд (родилась 13 апреля 1998 года) — швейцарская ориентировщица. Дочь Кристиана Аберсольда, который 3 раза выигрывал чемпионат мира по спортивному ориентированию (WOC).

## Биография
Аберсольд доминировала на чемпионате мира среди юниоров по спортивному ориентированию (JWOC) между 2015 и 2018 годами, добившись своей первой золотой медали в возрасте 17 лет на спринтерской дистанции. В течение следующих четырёх лет она выиграла все юниорские чемпионаты мира в спринте, а также стала медалисткой в трех эстафетах, завоевав две серебряные и одну золотую медали.
В 2017 году Аберсольд выиграл все 3 индивидуальных золота и ещё одну медаль в эстафете, повторив результат, достигнутый в том же году финским ориентировщиком Олли Оджанахо в мужской категории.
В начале 2018 года Аберсольд завоевала свою первую медаль на взрослом чемпионате Европы (EOC), несмотря на то, что все ещё была юниоркой. Она выиграла бронзу в миддле уступив шведке Туве Александерссон и финке Марике Тейни.
В 2019 году на своем первом чемпионате мира по спортивному ориентированию Аберсольд завоевала бронзовую медаль на длинной дистанции, уступив Александерссон и Лине Странд. Она также заняла второе место на миддле, отстав на 5 секунд от Александерссон.